# Sven van Beek
Sven van Beek, né le 28 juillet 1994, est un footballeur néerlandais évoluant actuellement au poste de défenseur central.

## Biographie
Sven van Beek signe son premier contrat professionnel avec son club formateur, le Feyenoord Rotterdam, en 2013. L'année suivante, il profite des départs de Bruno Martins Indi et de Stefan de Vrij pour s'imposer et gagner sa place de titulaire.
Il est alors convoité par plusieurs clubs, notamment Southampton,, mais décide de rester au Feyenoord.
En mars 2015, il est appelé par le sélectionneur Guus Hiddink pour participer avec les Oranje au match face à la sélection turque comptant pour les Éliminatoires de l'Euro 2016, mais il ne joue finalement pas le match (1-1 score final).
Le 1er novembre 2015, il s'illustre en donnant les trois points de la victoire à l'adversaire du jour, l'ADO La Haye, en marquant un but gag: voulant dégager la balle après une tête peu puissante d'un joueur adverse, il expédie la balle dans ses propres buts avec une reprise de volée complètement ratée, laissant son gardien Kenneth Vermeer impuissant,. À la suite de ce but contre son camp, il est proche de battre un triste record: celui du plus grand nombre de buts contre son camp inscrits par un seul joueur en Eredivisie. En effet, il ne lui manque plus qu'une seule "réalisation" pour égaler le record établi par l'ancien défenseur brésilien du Sparta Rotterdam Marilia (6 buts csc).
En janvier 2016, l'AS Monaco annonce être intéressé par le défenseur néerlandais, mais le club de la Principauté recrute finalement le brésilien Jemerson.

## Palmarès
Feyenoord Rotterdam
- Championnat des Pays-Bas (1) : 2017

- Coupe des Pays-Bas en 2016 et 2018